# Va, pensiero
Pour les articles homonymes, voir Va.
Va, pensiero ou Va, pensiero, sull'ali dorate ou Chœur des esclaves hébreux (Va, pensée, sur tes ailes dorées, en italien) est un célèbre air d'opéra lyrique pour chœur et orchestre symphonique, composé par le compositeur italien Giuseppe Verdi (1813-1901) (no 11 et dernier numéro du 3e acte de son opéra Nabucco de 1842). Les vers du livret du poète italien Temistocle Solera sont inspirés du psaume 137 de la Bible, chantés par les Hébreux esclaves en exil à Babylone. Ce premier chef-d'œuvre du maestro fait partie de ses airs les plus célèbres, avec entre autres La donna è mobile de Rigoletto, Libiamo ne' lieti calici de La traviata, ou la Marche triomphale d'Aida.

## Histoire
Giuseppe Verdi rencontre les premiers succès des représentations publiques de ses œuvres à La Scala de Milan vers 1839 (vers l'âge de 26 ans). Le directeur-impresario Bartolomeo Merelli l'engage alors par contrat pour une série de représentations et plusieurs commandes de compositions. Mais très durement affecté par la perte tragique par maladies de ses deux enfants Virginia et Icilio Romano, puis de son épouse Margherita, il sombre au plus profond du désespoir et de la dépression, qui le pousse à abandonner sa carrière de compositeur lyrique.
Bartolomeo Merelli l'encourage et lui commande alors ce second opéra Nabucco de 1842, avec un livret imposé du poète, librettiste, et compositeur italien Temistocle Solera, inspiré du thème biblique du psaume 137 de la Bible (sur l'histoire au VIe siècle av. J.-C. de l'exil à Babylone et de la réduction à l'esclavage du peuple hébreu, des suites du siège de Jérusalem (587/586 av. J.-C.) par le roi de Babylone Nabuchodonosor II, et de la destruction du premier Temple du roi Salomon). Les Hébreux chantent alors en chœur, dans cet air d'opéra, cette chanson-prière d'esclaves souffrant en exil, en souvenir douloureux de leurs lointaine patrie et liberté perdues...
La lecture dans le livret des paroles tragiques du Chœur des Hébreux inspire et redonne alors à Verdi (âgé de 29 ans) le goût de la vie, de la composition lyrique et de la musique de cet opéra : 

« Va, pensée, sur tes ailes dorées, Va, pose-toi sur les pentes, sur les collines, Où embaument, tièdes et suaves, Les douces brises du sol natal, Salue les rives du Jourdain, Les tours abattues de Sion, Oh ma patrie si belle et perdue, Ô souvenir si cher et funeste, Harpe d'or des devins fatidiques, Pourquoi, muette, pends-tu au saule ?, Rallume les souvenirs dans le cœur, Parle-nous du temps passé, Semblable au destin de Solime, Joue le son d'une cruelle lamentation, Ou bien que le Seigneur t'inspire une harmonie, Qui nous donne le courage de supporter nos souffrances... »

## Réception
La première représentation de ce premier chef-d'œuvre de son œuvre, à La Scala de Milan le 9 mars 1842 (avec la soprano Giuseppina Strepponi dans le rôle d’Abigaille), est un succès qui contribue à la célébrité de Verdi et marque le début d'une des carrières les plus prestigieuses de l’histoire de la musique classique occidentale. On a longtemps cru que le Chœur des Hébreux avait été interprété par le public italien de l'époque (en 1842) comme une métaphore emblématique de la condition des Italiens soumis à la domination de l'empire d'Autriche de la Confédération germanique. Les recherches des musicologues, des biographes et des historiens ont depuis prouvé qu'en 1842 cet air est alors seulement compris dans son contexte biblique. Il ne fait l'objet d'aucun commentaire patriotique ni d'un succès particulier par rapport au reste de l'opéra. Le mythe verdien d'un opéra « patriotique » ne se cristallise qu'à partir des années 1880.

## Analyse musicale
Les chœurs – que Rossini définit comme « una grande aria cantata da soprani, contralti, tenori, bassi » (« une grande aria chantée par des sopranos, des contraltos, des ténors et des basses ») – est écrit dans l'insolite tonalité de fa dièse majeur. Dans la brève introduction orchestrale, les sonorités initiales, sombres et mystérieuses, alternent avec la soudaine violence des cordes en trémolo sur les arpèges des basses et les dernières mesures, avec les ornementations de flûtes et clarinettes pianissimo, semblent évoquer les lieux chers et lointains dont parlent les vers.
La cantilène à 4/4, sombre et élégiaque, débute sur un long unisson du chœur tutti sotto voce (tous à mi-voix), l'orchestre marquant avec douceur les temps et les contretemps en triolets. Elle se dénoue sur les paroles «Arpa d'or dei fatidici vati», trouvant son moment de plus grande vigueur, le chœur chantant à six voix sur d'amples vagues d'accompagnement de sextolets arpégés en do dièse majeur, avant de se présenter une dernière fois à l'unisson («O t'ispiri il Signore un concento») enrichie par les grupettos délicats des bois.

## Texte et traduction
| Texte italien | Traduction |
| Va, pensiero, sull’ali dorate; Va, ti posa sui clivi, sui colli, Ove olezzano tepide e molli L'aure dolci del suolo natal! Del Giordano le rive saluta, Di Sionne le torri atterrate... Oh mia patria sì bella e perduta! Oh membranza sì cara e fatal! Arpa d'or dei fatidici vati, Perché muta dal salice pendi? Le memorie nel petto riaccendi, Ci favella del tempo che fu! O simile di Solima ai fati Traggi un suono di crudo lamento, O t'ispiri il Signore un concento Che ne infonda al patire virtù! | Va, pensée, sur tes ailes dorées ; Va, pose-toi sur les pentes, sur les collines, Où embaument, tièdes et suaves, Les douces brises du sol natal ! Salue les rives du Jourdain, Les tours abattues de Sion ... Oh ma patrie si belle et perdue ! Ô souvenir si cher et funeste ! Harpe d'or des devins fatidiques, Pourquoi, muette, pends-tu au saule ? Rallume les souvenirs dans le cœur, Parle-nous du temps passé ! Semblable au destin de Solime Joue le son d'une cruelle lamentation Ou bien que le Seigneur t'inspire une harmonie Qui nous donne le courage de supporter nos souffrances ! |

## Analyse lexicale et syntaxique
Les principales particularités lexicales du Va, pensiero tiennent à la présence de termes de registre soutenu comme clivi, olezzano, membranza, favella, fatidici, traggi, concento selon l'usage du XIXe siècle dans le domaine de la prose comme de la poésie. Solime, qui est la dénomination grecque de l'ancienne ville sacrée, est utilisée de préférence à Jérusalem qui indique la ville fortifiée. Le style élevé correspond non seulement à un choix lexical classique, dans le goût latin, mais permet de respecter la prosodie, la longueur des vers et les rimes qui marquent la composition. En tant qu'hymne, genre de tradition ancienne, la composition doit respecter une structure métrique bien connue dans la littérature italienne et européenne. Il s'agit de seize décasyllabes divisés en quatre quatrains.
Selon l'usage de la poésie écrite pour la musique, le dernier vers de chaque quatrain est tronqué et donc constitué de neuf syllabes. Un tel schéma, employé également dans les canzonette du drame lyrique, est le propre de l'ode qui partage avec l'hymne un code rigide, représentant un modèle réservé aux textes à haute valeur civile et religieuse, épique et patriotique. Le ton oratoire est solennel et injonctif, destiné à obtenir la persuasion et à retenir l'attention de l'auditeur. À cet effet, le texte est riche d'interjections et d'exclamations.
Dans un mode imitant les classiques, les personnifications indirectes de la pensée et de la harpe au moyen de l'apostrophe utilisent une figure rhétorique induisant une forte émotion et une implication intense. La relation communicative qui s'instaure est exprimée par les pronoms personnels. Le chœur « tutoie » la pensée, la patrie, le souvenir, puis la harpe, assumant à la fin la première personne du pluriel : « parle-nous », « donne-nous ».
Les choix rhétoriques et lexicaux s'accompagnent d'une solide architecture syntaxique et d'une attention particulière à l'euphonie qui rehausse encore plus l'effet d'ensemble de la composition, en premier lieu au moyen de l'alternance des rimes. La distribution, tant sonore que spatiale, est la suivante :
| 1er quatrain 1.1 dorate 1.2 colli 1.3 molli 1.4 natal | 2e quatrain 2.1 saluta 2.2 atterrate 2.3 perduta 2.4 fatal | 3e quatrain 3.1 vati 3.2 pendi 3.3 raccendi 3.4 fu | 4e quatrain 4.1 fati 4.2 lamento 4.3 concento 4.4 virtù |

Dans chaque quatrain, à l'exception du second, les deux vers centraux riment uniquement entre eux, pendant que le premier et le dernier riment avec les vers correspondants du quatrain suivant. Dans le second quatrain, c'est le second vers qui rime avec le premier du groupe précédent. L'effet est un lien sonore interne à chacun des couples de quatrains (1-2 et 3-4).

## Cinéma
- 1957 : Sissi face à son destin, d'Ernst Marischka, avec Romy Schneider[5].
- 1977 : Mort d'un pourri, de Georges Lautner, avec Alain Delon et Ornella Muti (bande originale du film)
- 2007 : Dialogue avec mon jardinier, de Jean Becker, avec Daniel Auteuil et Jean-Pierre Darroussin (bande originale du film)
- 2021 : Couleurs de l'incendie, de Clovis Cornillac, avec Léa Drucker et Benoît Poelvoorde (représentation à Berlin)

## Reprises
- Années 1970 : Waldo de los Ríos la reprend en version pop, en le descendant d'un demi-ton .
- 1981 : Ivan Rebroff en enregistre une adaptation en allemand sous le titre Teure Heimat.
- 1982 : Nana Mouskouri chante une version adaptée, sous le titre Je chante avec toi Liberté.
- 1999 : Zucchero reprend et adapte la chanson dans une version bilingue italien-anglais.

En 1946, la nouvelle République italienne dut se choisir un nouvel hymne national en remplacement de la Marche Royale. Certains voulurent que ce titre soit accordé au Va, pensiero mais ce choix fut finalement écarté. La raison invoquée était que le chant d'un peuple tenu en esclavage ne pouvait servir d'hymne national au peuple italien nouvellement libre.
La Ligue du Nord, parti politique italien d'extrême droite, fondée par Umberto Bossi, l'adopte comme hymne de la république fédérale padane (Padanie), région de Nord de l'italie que le parti déclare indépendante le 15 septembre 1996, sous le nom de « République fédérale de Padanie » (Repubblica Federale della Padania). Ce statut n'a jamais été reconnu officiellement par un État étranger.
Le 12 mars 2011, Riccardo Muti dirige Nabucco au Teatro dell'Opera di Roma à l'occasion du 150e anniversaire de l'Unité italienne (17 mars 1861), en présence de Silvio Berlusconi, président du Conseil des ministres. La représentation est retransmise par la chaîne de télévision franco-allemande de service public Arte. Cette prestation donne lieu à des réactions de très vive émotion de la salle, qui demande un bis. Riccardo Muti improvise une allocution et choisit exceptionnellement d'accorder ce bis en demandant à l'assistance de se joindre au chœur.
Le 26 août 2017, le même air interprété par le chœur des arènes de Vérone dans une mise en scène du Français Arnaud Bernard, est applaudi par le public, qui crie plusieurs fois « bis ». Le chef d'orchestre Daniel Oren fait alors aussitôt rejouer l'air à l'orchestre et le chœur chante à nouveau.
Le 8 janvier 2020, pendant les vœux de Sibyle Veil, présidente du groupe Radio France, le chœur de Radio France interrompt la cérémonie en entonnant le chant des esclaves en protestation au vaste plan social de 299 emplois annoncé par la direction. Le chœur quitte la salle après le chant mais la cérémonie ne reprendra pas. Le 30 janvier 2020, il est utilisé d'une manière similaire par les chanteurs de l'Opéra national de Lyon pour contester la réforme des retraites.

### Crédits de traduction
- (it) Cet article est partiellement ou en totalité issu de l’article de Wikipédia en italien intitulé « Va, pensiero » (voir la liste des auteurs).